# 非視覺桌面存取系統
非視覺桌面存取系統（NonVisual Desktop Access，以下簡稱NVDA）是由一位澳洲的視障者麥克科倫（Michael Curran）在2006年發起開發，它是以Python程式設計語言所架構，適用於微軟Windows作業系統上的一套螢幕報讀軟體（Screen Reader），此套螢幕報讀軟體，是以自由軟體、開放原始碼的方式公開。其特色為透過語音合成的方式報讀螢幕上的文字訊息或以點字在點字顯示器上呈現，它可提供視障者以非視覺方式操作微軟視窗作業系統及其它應用程式。

## 主要特色
此螢幕報讀軟體是以Python程式語言編碼。支援架構在微軟 Windows 多種常用的應用程式，包括網頁瀏覽器、電子郵件軟體、線上聊天軟體及Office套裝軟體，內建有語音合成器eSpeak支援超過20種語言，另也允許符合微軟SAPI 5的不同語系的語音合成軟體 (TTS) 搭配使用。可報讀文字格式，包括字型、大小、樣式、拼字錯誤等， 也可讀出鼠標所指的文字，並可透過音效指示鼠標所在螢幕上的相對位置。並於windows登入畫面及其他安全畫面提供語音提示。支援多種語系的點字显示器。
網路瀏覽的部份，NVDA支援不同網頁瀏覽器，例如微軟的IE，但是要發揮NVDA最大功能，盡量達到無障礙瀏覽的話，建議使用Mozilla Firefox瀏覽器。(原因是Firefox的Mozilla基金會有贊助NVDA的開發計畫，因此可讓NVDA支援得更完整)

### 國際化
除英文外，該軟體已翻譯成44種語言的使用者介面（UI），包括：南非荷蘭文、阿爾巴尼亞文、阿比西尼亞、阿拉伯文、阿拉貢文、巴西文、葡萄牙文、保加利亞文、克羅埃西亞文、捷克文、丹麥文、荷蘭文、Farsi、芬蘭文、法文、加利西亞文、喬治亞文、德文、希伯來文、印度文、匈牙利文、冰島文、義大利文、日文、波蘭文、葡萄牙文、羅馬尼亞文、俄文、塞爾維亞文、斯洛伐克文、斯洛維尼亞文、西班牙文、瑞典文、泰文、正體中文、簡體中文、土耳其文、烏克蘭文、越南文、阿比西尼亞、韓文及尼泊爾文等。(2011.2版新增保加利亞文及阿爾巴尼亞文)。也支援新版的微軟Windows 8、Windows 7、Windows Vista及Windows XP等（32位元及64位元版本）。 以及支援常見的無障礙介面，例如Microsoft Active Accessibility, Java Access Bridge，IAccessible2 及 UI Automation。 
並可支援windows命令提示字元和其它類似的文字界面應用程式(console application) 。 

### 字詞選擇支援
2011.2版本的新優點：加入字詞報讀功能，在輸入中文時，只要快速的連按兩下，NVDA就可以唸出對應的詞語，協助打字者選到正確的中文字。例如鍵入「福」，再按兩下對應的快速鍵，可以唸出「福氣」、「福利」等辭彙。這造福了廣大中文使用者，降低視障朋友打錯字的機率。
- 軟體提供兩種版本，包括[2]

1. 安裝版：在安裝時有簡單易用的語音提示。
2. 可攜式版：可以不需安裝，就直接在USB隨身碟或其它可攜式儲存媒體如光碟上執行。

### 觸控螢幕支援
近年來，觸控螢幕越來越常見，包含智慧型手機、平板電腦、電腦螢幕、提款機等等都越來越普遍的使用此裝置。NVDA為了因應觸控螢幕的趨勢，也開發出了支援觸控螢幕的專屬手勢。
根據有聲書學會的網站，NVDA支援的觸控螢幕手勢包含：
「單指手勢：
1.點擊一下：直接讀出手指所觸摸到的物件及內容
2.點擊兩下：執行目前瀏覽物件的預設動作，例如：若是一個物件的按鈕就按下
3.向上撥動：將瀏覽遊標移至前一個物件
4.向下撥動：移至第一個子瀏覽物件
5.向左撥動：將瀏覽遊標移到，並讀出前一個項目，或是在文字模式下可讀出前一字元
6.向右撥動：將瀏覽遊標移到，並讀出後一個項目，或是在文字模式下可讀出後一字詞
7.按壓不放：讀出手指新觸摸的物件或內容，若所觸摸的是與前次不同
兩指手勢：
1.點擊一下：中斷報讀動作
2.點擊兩下：開啟NVDA功能表
3.向上撥動：切換後一個檢閱模式，可切換的模式包括物件、文件和畫面
4.向下撥動：切換前一個檢閱模式，可切換的模式包括物件、文件和畫面
5.向左撥動：移到前一個瀏覽物件，或是在文字模式下可讀出前一字詞
6.向右撥動：移到後一個瀏覽物件，或是在文字模式下可讀出後一字詞
三指手勢：
1.點擊一下：在可用的觸控模式間循環，如文字模式或物件模式
2.向下撥動：由文字模式下從瀏覽遊標目前所在位置往下讀出，瀏覽遊標跟著移動。」
資料來源："親愛的，我竟然摸到了NVDA！",(2014,Feb,27) from: http://www.tdtb.org/information_nvda_view.aspx?nid=20140227111416 （页面存档备份，存于）

## 推展狀況
2011年於美國聖地牙哥舉辦CSUN科技與身障人士國際研討會（The 26th Annual International Technology & Persons with Disabilities Conference），其中一篇關於螢幕報讀軟體的使用調查報告指出，JAWS仍是最多人使用的軟體，不過較2009年的調查減少了約6%。第二名是WINDOW EYES，此軟體在歐洲較為風行，台灣則少人使用。第三名是蘋果電腦設計的VoiceOver Utility，NVDA則排名第四，但較2009年的調查增加了近一倍的使用者，達到9%的佔有率。但是該問卷採取英文與西班牙文為主，無法反映其他語系使用者的狀況。

## 語音合成器
於電腦上安裝NVDA之後，透過語音合成介面程式的選擇，可以讓使用者選擇不同的語言以及不同的語音合成器。語音合成器是用來讀取文件或物件的內容。系統預設一個多語系的語音合成器，eSpeak此為開放原始碼的自由軟體。亦可支援使用SAPI的語音合成引擎。
另外台灣的工研院也有開發出中文語音合成器：mTTS。

## 外部連結
- 官方网站
- NVDA 台灣 （页面存档备份，存于）
- 台灣數位有聲書推展學會>NVDA部落 （页面存档备份，存于）
- 視覺障礙輔助科技筆記本>NVDA （页面存档备份，存于）